# Interpreter (patrón de diseño)

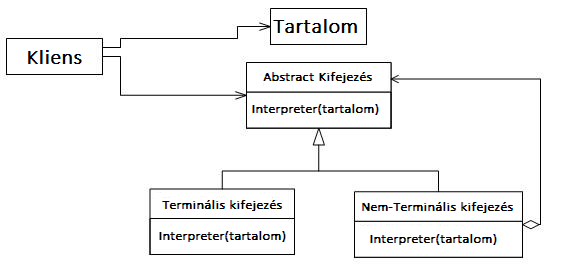
Interpreter minta.

El interpreter es un patrón de diseño que, dado un lenguaje, define una representación para su gramática junto con un intérprete del lenguaje.
Se usa para definir un lenguaje para representar expresiones regulares que representen cadenas a buscar dentro de otras cadenas. Además, en general, para definir un lenguaje que permita representar las distintas instancias de una familia de problemas.

## Ejemplos

### Java
El siguiente ejemplo en Java muestra como un lenguaje de propósito general podría interpretar un lenguaje más especializado, aquí la Notación polaca inversa.
La salida es: 
```
'42 2 1 - +' equals 43
```

```
import
 
java.util.*
;

 

interface
 
Expression
 
{

   
public
 
void
 
interpret
(
Stack
<
Integer
>
 
s
);

}

class
 
TerminalExpression_Number
 
implements
 
Expression
 
{

   
private
 
int
 
number
;

   
public
 
TerminalExpression_Number
(
int
 
number
)
       
{
 
this
.
number
 
=
 
number
;
 
}

   
public
 
void
 
interpret
(
Stack
<
Integer
>
 
s
)
  
{
 
s
.
push
(
number
);
 
}

}

class
 
TerminalExpression_Plus
 
implements
 
Expression
 
{

   
public
 
void
 
interpret
(
Stack
<
Integer
>
 
s
)
  
{
 
s
.
push
(
 
s
.
pop
()
 
+
 
s
.
pop
()
 
);
 
}

}

class
 
TerminalExpression_Minus
 
implements
 
Expression
 
{

   
public
 
void
 
interpret
(
Stack
<
Integer
>
 
s
)
  
{
 
int
 
tmp
 
=
 
s
.
pop
();
 
s
.
push
(
 
s
.
pop
()
 
-
 
tmp
 
);
 
}

}

 

class
 
Parser
 
{

   
private
 
ArrayList
<
Expression
>
 
parseTree
 
=
 
new
 
ArrayList
<
Expression
>
();
 
// only one NonTerminal Expression here

   
public
 
Parser
(
String
 
s
)
 
{

       
for
 
(
String
 
token
 
:
 
s
.
split
(
" "
))
 
{

           
if
      
(
token
.
equals
(
"+"
))
 
parseTree
.
add
(
 
new
 
TerminalExpression_Plus
()
 
);

           
else
 
if
 
(
token
.
equals
(
"-"
))
 
parseTree
.
add
(
 
new
 
TerminalExpression_Minus
()
 
);

           
// ...

           
else
                        
parseTree
.
add
(
 
new
 
TerminalExpression_Number
(
Integer
.
valueOf
(
token
))
 
);

       
}

   
}

   
public
 
int
 
evaluate
()
 
{

       
Stack
<
Integer
>
 
context
 
=
 
new
 
Stack
<
Integer
>
();
 

       
for
 
(
Expression
 
e
 
:
 
parseTree
)
 
e
.
interpret
(
context
);

       
return
 
context
.
pop
();

   
}

}

class
 
InterpreterExample
 
{

   
public
 
static
 
void
 
main
(
String
[]
 
args
)
 
{

       
System
.
out
.
println
(
"'42 2 1 - +' equals "
 
+
 
new
 
Parser
(
"42 2 1 - +"
).
evaluate
());

   
}

}

```

- Datos: Q1537002
- Multimedia: Interpreter pattern / Q1537002